# Johannes Menck
Johannes Menck (* 21. Januar 1845 in Hamburg; † 1. April 1919 in Altona) war ein deutscher Maschinenfabrikant und preußischer Abgeordneter.

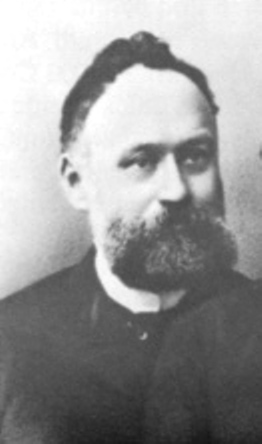
Johannes Menck

Er war Sohn des Weingroßhändlers Johann Andreas Menck (1805–1882) und der Mutter Gesine (geb. Witt) (1824–1907).
Zusammen mit seinem Freund Dietrich Alexander Hambrock (1841–1895) erhielt Menck zunächst eine praktische Ausbildung in Betrieben in Hamburg und Ottensen. Danach studierten beide am Polytechnikum in Karlsruhe. Später arbeiteten sie in englischen und deutschen Fabriken.
Zusammen gründeten Menck und Hambrock 1868, teilweise finanziert von Johann Andreas Menck, die Maschinenfabrik Menck & Hambrock in Ottensen. Der Vorteil dieses Standortes war, dass die Gemeinde anders als Hamburg und Altona zum deutschen Zollinland gehörte. Dadurch entfielen Zölle für den innerdeutschen Handel.
Das Unternehmen stellte unter anderem Transmissionsanlagen, transportable Dampfmaschinen, Dampfwinden sowie Dampframmen her. Diese beruhten auf eigenen Patenten und ständig verbesserten Entwürfen. Führend wurde die Firma im Baggerbau. Der Typ des von der Firma mitentwickelten Eimerbaggers war im Ausland noch weitgehend unbekannt.
Im Jahr 1886 wurde der 1000. Dampfkessel und 1903 der 3000. Kessel ausgeliefert.
Nach dem Tod des Partners führte Menck das Unternehmen alleine, ehe seine Söhne Hans und Carl als technische und kaufmännische Leiter in den Betrieb einstiegen. Zusammen übernahmen die Söhne 1908 das Unternehmen. Vor 1914 waren etwa 1200 Personen im Betrieb beschäftigt und der Export überstieg den Binnenabsatz.
Menck war außerdem Vizepräsident der Handelskammer in Altona. Als Mitglied der nationalliberalen Partei gehörte er von 1904 bis 1908 dem Preußischen Abgeordnetenhaus an. Er gehörte auch dem Verein Deutscher Ingenieure (VDI) und dem Hamburger Bezirksverein des VDI an. Er führte den Ehrentitel eines Geheimen Kommerzienrats.